# Bus bleus (Stockholm)
Pour les articles homonymes, voir Bus bleus.
Les lignes de bus bleus (Blåbusslinje, en suédois) sont des bus à haut niveau de service exploités par Storstockholms Lokaltrafik et desservant la ville de Stockholm et son comté. Leur dénomination vient du fait que les bus opérant sur ces lignes sont de couleur bleue à la différence des autres bus de l'agglomération qui sont rouges. Un nombre de bus plus important et des fréquences augmentées caractérisent ces lignes. Le réseau des Bus bleus est composé de 18 lignes dont quatre desservent uniquement le centre-ville. Les lignes 1 à 4 possèdent des couleurs différentes contrairement aux lignes de banlieue, cependant les bus du centre-ville restent de couleur bleue. Une cinquième ligne de centre-ville était prévue mais n'est toujours pas entrée en fonction. Les autres lignes desservent les banlieues éloignées en empruntant les axes routiers principaux en dehors de Stockholm. Une simplification dans la numérotation a été mise en place, elles doivent comporter trois chiffres avec un 7 au milieu selon les principes de numérotation de SL. Cette numérotation a impliqué le changement de numéro de certaines lignes de banlieue dont le numéro serait attribué aux lignes de bus bleus. Ces lignes sont desservies plus fréquemment que les lignes rouges qui manquent parfois de bus. La couleur bleue permet également de rendre plus claire la correspondance avec les divers réseaux ferrés opérés par SL.
Les Bus bleus occupent différentes fonctions. Dans Stockholm, les itinéraires de bus empruntent les axes principaux avec des intervalles plus grands entre les arrêts et des fréquences plus élevées de telle manière que les usagers n'aient pas à connaître les horaires de passage. Les itinéraires sont également calculés de sorte que les usagers souhaitant se rendre d'un bout à l'autre de la ville n'est pas à changer de bus et que le trajet se fasse le plus rapidement possible. La ligne 677 de Norrtälje à Uppsala est le seul bus à haut niveau de service dont le parcours sort du Comté de Stockholm, la fréquence sur cet itinéraire y est également plus faible comparée aux autres bus bleus du comté. Les lignes bleues génèrent le plus d'échange du fait que les usagers de diverses zones doivent changer pour un bus bleu afin de se rendre dans le centre-ville.  C'est particulièrement le cas à Värmdö and Ekerö mais également à Roslagen.
Les bus bleus facilitent les interconnexions avec les autres modes de transports de l'agglomération (métro, trains de banlieue, tramways, bus rouges) à destination des lieux principaux. 
L'annonce automatique et l'affichage des prochains arrêts ont été installés dans les bus bleus mais également dans les bus rouges. Tous les bus bleus mais également les bus rouges desservant le centre-ville ne présentent aucune marche afin de faciliter la montée ou la descente du bus.

## Liste des lignes
| Nom                      | Ligne | Terminus de ligne                          | Longueur | Nombre d'arrêts | Fréquence aux heures de pointe | Fréquence en journée |
| ------------------------ | ----- | ------------------------------------------ | -------- | --------------- | ------------------------------ | -------------------- |
| Bus bleu du centre-ville | 1     | Stora Essingen (Essingetorget) – Frihamnen | 9,8 km   | 33              | 5-7 min                        | 5-7 min              |
| Bus bleu du centre-ville | 2     | Sofia (Barnängen) - Norrtull               | 8 km     | 23              | 5-6 min                        | 5-7 min              |
| Bus bleu du centre-ville | 3     | Karolinska sjukhuset – Södersjukhuset      | 9,5 km   | 26              | 5-6 min                        | 7-8 min              |
| Bus bleu du centre-ville | 4     | Radiohuset – Gullmarsplan                  | 12,5 km  | 29              | 4-6 min                        | 4-6 min              |
| Bus bleu du centre-ville | 6     | Karolinska Institutet–Ropsten              | 6,6 km   | 17              | 9-10 min                       | 15-30 min            |
| Bus bleu de banlieue     | 172   | Skarpnäck – Norsborg                       | 24,5 km  | 33              | 6 min                          | 12 min               |
| Bus bleu de banlieue     | 173   | Skarpnäck – Skärholmen                     | 18 km    | 33              | 15 min                         | 15 min               |
| Bus bleu de banlieue     | 176   | Mörby station – Stenhamra (Solbacka)       | 30,3 km  | 45              | 20 min                         | 20 min               |
| Bus bleu de banlieue     | 177   | Mörby station – Skärvik                    | 21,8 km  | 37              | 20 min                         | 20 min               |
| Bus bleu de banlieue     | 178   | Mörby station – Jakobsbergs station        | 17,7 km  | 20              | 10 min                         | 15 min               |
| Bus bleu de banlieue     | 179   | Vällingby – Sollentuna station             | 16,8 km  | 17              | 7-8 min                        | 15 min               |
| Bus bleu de banlieue     | 471   | Slussen – Västra Orminge                   | 16 km    | 21              | 10 min                         | 15 min               |
| Bus bleu de banlieue     | 474   | Slussen – Hemmesta                         | 31,5 km  | 23              | 10 min                         | 10 min               |
| Bus bleu de banlieue     | 670   | Stockholm (Tekniska högskolan) – Vaxholm   | 33,6 km  | 24              | 5 min                          | 15-20 min            |
| Bus bleu de banlieue     | 676   | Stockholm (Tekniska högskolan) – Norrtälje | 68 km    | 16              | 4-6 min                        | 15 min               |
| Bus bleu de banlieue     | 677   | Norrtälje - Knivsta - Uppsala              | 73,4 km  | 65              | 30 min                         | 60 min               |
| Bus bleu de banlieue     | 872   | Gullmarsplan – Tyresö Centrum              | 18 km    | 14              | 8-11 min                       | 15 min               |
| Bus bleu de banlieue     | 873   | Gullmarsplan – Nyfors (-Alby friluftsgård) | 18,3 km  | 13              | 8 min                          | 15 min               |
| Bus bleu de banlieue     | 875   | Gullmarsplan – Tyresö kyrka                | 19,4 km  | 18              | 8 min                          | 15 min               |

## Source
Article en version suédoise de Wikipedia.